# Adolf Fraenkel
Adolf Abraham ha-Levi Fraenkel, obvykle uváděn jako Adolf Fraenkel (hebrejsky אברהם הלוי פרנקל‎;  * 17. února 1891 Mnichov, Německé císařství – 15. října 1965 Jeruzalém, Izrael) byl izraelský matematik narozený v Německu. Je znám především díky své práci v oblasti axiomatické teorie množin. V roce 1919 o tomto tématu publikoval práci Einleitung in die Mengenlehre a v letech 1922 a 1925 publikoval dva články, které vylepšovaly Zermelův systém axiomů. Výsledkem byl Zermelův-Fraenkelův systém axiomů. Zabýval se také Henselovými p-adickými čísly a teorií okruhů.